# 에구치 가쓰야

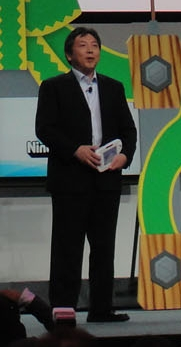

에구치 가쓰야(일본어: 江口 勝也 에구치 카츠야[*])는 닌텐도 EAD의 게임 디자이너이자 감독이다. 그는 1965년, 일본 도쿄에서 태어났으며, 지바현에서 자랐다. 1986년, 그는 《슈퍼 마리오브라더스 3》의 디자이너로 닌텐도에서 일하기 시작하였다. 1993년, 그는 《스타폭스》의 감독을 처음으로 맡아 했다. 그는 《슈퍼 마리오 월드》, 《스타폭스 2》, 《웨이브 레이스 64》, 《요시 스토리》, 《동물의 숲》, 《Wii Sports》, 《처음 만나는 Wii》의 제작에 참여하였다. 그는 또한 《타운으로 놀러가요 동물의 숲》과 《Wii Music》, 《Wii Sports Resort》의 개발 에도 참여하였다.